# Bitva u Bosworthu
Bitva u Bosworthu (22. srpen 1485), byla vojenským střetem, ve kterém Jindřich Tudor, z rodu Lancasterů, porazil vojsko Richarda III., ukončil tak vládu rodu Plantagenetů na anglickém trůnu a zahájil panování rodu Tudorovců. Tato bitva bývá považována za ukončení válek růží a stejně tak i období středověku v Anglii, i když se v tomtéž roku odehrály jiné bitvy proti příslušníkům rodu Yorků, kteří si činili nárok na anglický trůn. Richard III. byl posledním anglickým králem, který padl v bitvě.

## Pozadí
Poté, co se vyhnul anglické flotile vyslané králem Richardem, která ho měla zadržet, vylodil se Jindřich Tudor 7. srpna s malým vojskem v Milford Haven. Richard se již dříve utkal s Lancastery, a i když Jindřich neměl tak bohaté vojenské zkušenosti, doprovázeli ho Jasper Tudor a John de Vere, oba zkušení vojevůdci. Jindřich po cestě Walesem doplňoval svou armádu vojáky svých spojenců, a když dorazil do Midlands, čítala jeho armáda asi 5 000 vojáků. Král naproti tomu disponoval asi 8 000 vojáky. Rozhodným faktorem bitvy se stal postoj bratrů Stanleyů – sira Williama Stanleye a Thomase Stanleye. Richard měl dost důvodů jim nevěřit, ale byl závislý na jejich podpoře.
Jindřich Percy s lordem Thomasem Stanleyem a sirem Williamem Stanleyem spolu se svými vojsky zaujali na počátku bitvy, kdy Richardovo vojsko bojovalo s Jindřichovými žoldnéři, vyčkávací pozici. Stanleyovi svá vojska postavili v odstupu od místa střetu hlavních linií. Důvodem bylo to, že Richard vzal syna Thomase Stanleye jako rukojmí a pokud by Stanleyovi podpořili Jindřicha, nechal by ho zabít. Stanleyovi tak vyčkávali na to, až bude Jindřich mít situaci pod kontrolou, aby se k němu přidali a pomohli mu vyhrát. Nicméně pokud by se vítězství klonilo na Richardovu stranu, pomohli by mu proti Jindřichovi a jejich syn by byl propuštěn.

## Bitva
Podobně jako u jiných bitev ve středověku ani o bitvě u Bosworthu neexistují podrobné záznamy a tak jejich popis vychází spíše z odhadu skutečností, než aby se jednalo o podrobný soupis reálných faktů.
Richardovo vojsko dorazilo k Ambionskému vršku a rozestavilo se do tří částí. Jeho vojáci byli dostatečně odpočatí, na rozdíl od Jindřichova vojska, které mělo problémy se zformovat na nerovném terénu pod kopcem. Kdyby Richard zaútočil, mohl by dezorganizované vojsko nepřítele lehce porazit, ale není známo, proč to neudělal. Když Jindřichovo vojsko zaujalo pozici, začalo pomocí děl a lukostřelců útočit na Richardovy vojáky, aby je přiměli odejít z vrchu kopce. Když se Richardovo vojsko pohnulo dolů, pokynul vojsku Jindřicha Percyho, aby se připojil k útoku na pravém křídle s čerstvými silami. Jindřich to ale odmítl a držel své vojsko mimo místo hlavního střetu. Existují jisté náznaky, že to mohlo být způsobeno zalesněným terénem a úzkou frontou, na níž se odehrával hlavní střet, ale je pravděpodobnější, že ze strany Jindřicha Percyho šlo o vyčkávání dalšího průběhu bitvy. Byl v den bitvy zajat, ale brzy nato byl propuštěn a Jindřichem VII. mu byly potvrzeny všechny jeho tituly i majetek. Ale hlavním prvkem obratu bitvy byl postoj Stanleyů, kteří svá vojska do bitvy nezapojili.
Richardův velitel vojska John Howard padl a vojsko Stanleyů se stále nezapojilo do bitvy. Richard byl zřejmě přesvědčen o jejich zradě a jeho rádci navrhovali ústup. V té době Jindřich Tudor, který si zřejmě nebyl jist výsledkem, opustil hlavní řady svého vojska a zamířil k Stanleyům možná proto, aby u nich osobně intervenoval. Když to Richard zahlédl, vyrazil s malou skupinou proti němu. Jeho vojáci zabili několik Jindřichových strážců a Richard sám zabil nosiče Jindřichovy standarty. Když byl Richard na dohled Jindřicha Tudora, rozhodli se Stanleyovi zasáhnout na Jindřichovu záchranu. Zaútočili se svými vojáky na Richardovu skupinu.
Richard byl v boji zabit a i zdroje nepřátel uvádí, že se bil statečně. (Se závěrem jeho života je spojován legendární výrok „Království za koně!“, který však zřejmě opěšalému králi vložil do úst až William Shakespeare.) Richard III. byl posledním anglickým králem, který padl v bitvě. Jím také skončila vláda Plantagenetů na anglickém trůnu. Jeho tělo bylo převezeno do Leicesteru, kde bylo nahé potupně vezeno v průvodu městem. Jeho ostatky byly pohřbeny v Leicesterském kostele. Bitva je považována za rozhodující vítězství Lancasterů v dlouhotrvající válce růží, i když poslední bitva tohoto konfliktu se odehrála roku 1487 ve Stoke.

## Důsledky
Jindřich Tudor byl korunován jako Jindřich VII. a stal se zakladatelem rodu Tudorovců, který na anglickém trůnu vládl dalších 118 let. Snažil se okamžitě antedatovat svou vládu do období před bitvou u Bosworthu tak, aby mohl šlechtice bojující na Richardově straně pronásledovat.
Jindřich Tudor byl ve skutečnosti postaven mimo zákon a zbaven dědičnosti, když dosedl roku 1485 na anglický trůn. Jeho korunovace toto opatření anulovala. Poté parlament vydal zákon, kterým byl každý, kdo se postavil u Bosworthu proti Jindřichovi, prohlášen za zrádce.